# 신세기의 러브송
〈신세기의 러브송〉(新世紀のラブソング 신세이키노 라부손구[*])은 일본의 록 밴드 ASIAN KUNG-FU GENERATION의 13번째 싱글이다. 2009년 12월 2일에 발매됐으며, 한정판에는 2009년에 참가한 지산 밸리 록 페스티벌 공연 영상이 수록된 DVD가 포함돼 있다.

## 수록곡
1. 신세이키노 러브송 (新世紀のラブソング 신세기의 러브송[*])
2. 시로니 소메로 (白に染めろ 흰색으로 물들여[*])

### DVD
《LIVE AT JISAN VALLEY ROCK FESTIVAL 2009, KOREA》
1. 요루노 콜 (夜のコール)
2. 애프터 다크 (アフターダーク)
3. 루프 & 루프 (リライト)
4. 리라이트 (リライト)